# ابوغالب زراری
ابوغالب احمد بن محمد بن محمد بن سلیمان شیبانی مشهور به ابوغالب زراری (۲۸۵ کوفه - ۳۶۸ ق)) از فقهای بزرگ شیعه در قرن چهارم هجری و از روات حدیث و استاد فقیه بزرگ شیعه شیخ مفید می‌باشد. وی از خاندان «آل أعیَن» است. شیخ طوسی، علامه مجلسی و سید بحرالعلوم او را بزرگ و شیخ شیعه در زمان خود می‌دانند. اساتید وی، پدر بزرگش محمد بن سلیمان، عبدالله بن جعفر حمیری، محمد بن حسن بن علی بن مهزیار اهوازی، محمد بن همام اسکافی و محمد بن یعقوب کلینی بوده و شیخ مفید، هارون بن موسی تلعکبری، حسین بن عبید الله غضائری و ابو العباس احمد بن علی بن عباس سیرافی از شاگردان اویند. رسالة أبی غالب الزراری و کتاب الأدعیة از جمله آثار اوست. 

## شرح و تحقیق
بهترین کتاب تحقیقی دربارهٔ خاندان زراره با نام «تاریخ آل زراره» توسط سید محمد علی موحد ابطحی نوشته شده‌است